# Ґерріт Адріанс Беркгейде
Ґерріт Адріанс Беркгейде (нід. Gerrit Adriaenszoon Berckheyde; 6 червня 1638, Гарлем — 10 червня 1698, Гарлем) — нідерландський художник, один з найбільших майстрів голландського міського пейзажу. Належить до так званих «малих голландців» Золотої доби голландського живопису.

## Життєпис
Ґерріт Адріанс Беркгейде народився 1638 року в Гарлемі, у сім'ї мясника, що походив з Катвейку. Був охрещений 6 червня того ж року. Його брат Іоб був старший на 8 років і також був живописцем. Якийсь час Ґерріт навчався у нього.

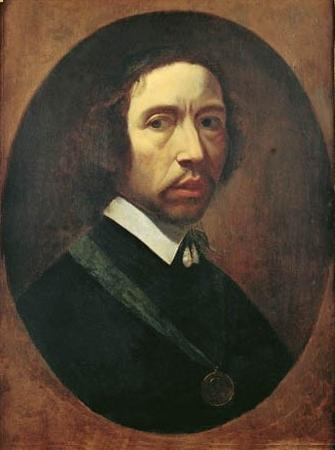
Іоб Адріансзон Беркгейде

На відміну від брата Іова, що тяжів до жанрових мотивів, Ґерріт надавав перевагу міському пейзажу. Манера малювання Ґерріта була стримана, освітлення в картинах холодне, перевагу надавав сірим та коричневим кольорами, темним відтінкам.
У 1650-ті роки брати здійснили подорож по Рейну в Німеччину, зупиняючись У Кельні, Бонні, Мангеймі, Гайдельберзі. Разом з братом виконував замовлення у курфюрста Пфальцу Карла I Людвіга. Обидва були нагороджені золотою медаллю за роботу, але будучи не в змозі адаптуватися до придворного життя, повернулися у Гарлем, де мешкали у одному будинку і працювали в одній студії. 
З 27 липня 1660 року Ґерріт Беркгейде став членом «Гільдії Святого Луки» у Гарлемі.
З 1666 по 1681 роки Ґерріт Адріанс Беркгейде був членом «Камери риторів».
Хоча формального він не мав учнів, його твори справили величезний вплив на інших художників міського пейзажу, таких як Тімоті ван де Ґраафа, Яна тена Компе, Ісаака Оватера. 
Його картини знаходяться у багатьох картинних галереях Європи. Відомі написані ним, з реалістичною точністю, картини Амстердама, Гарлема та Гааги. 

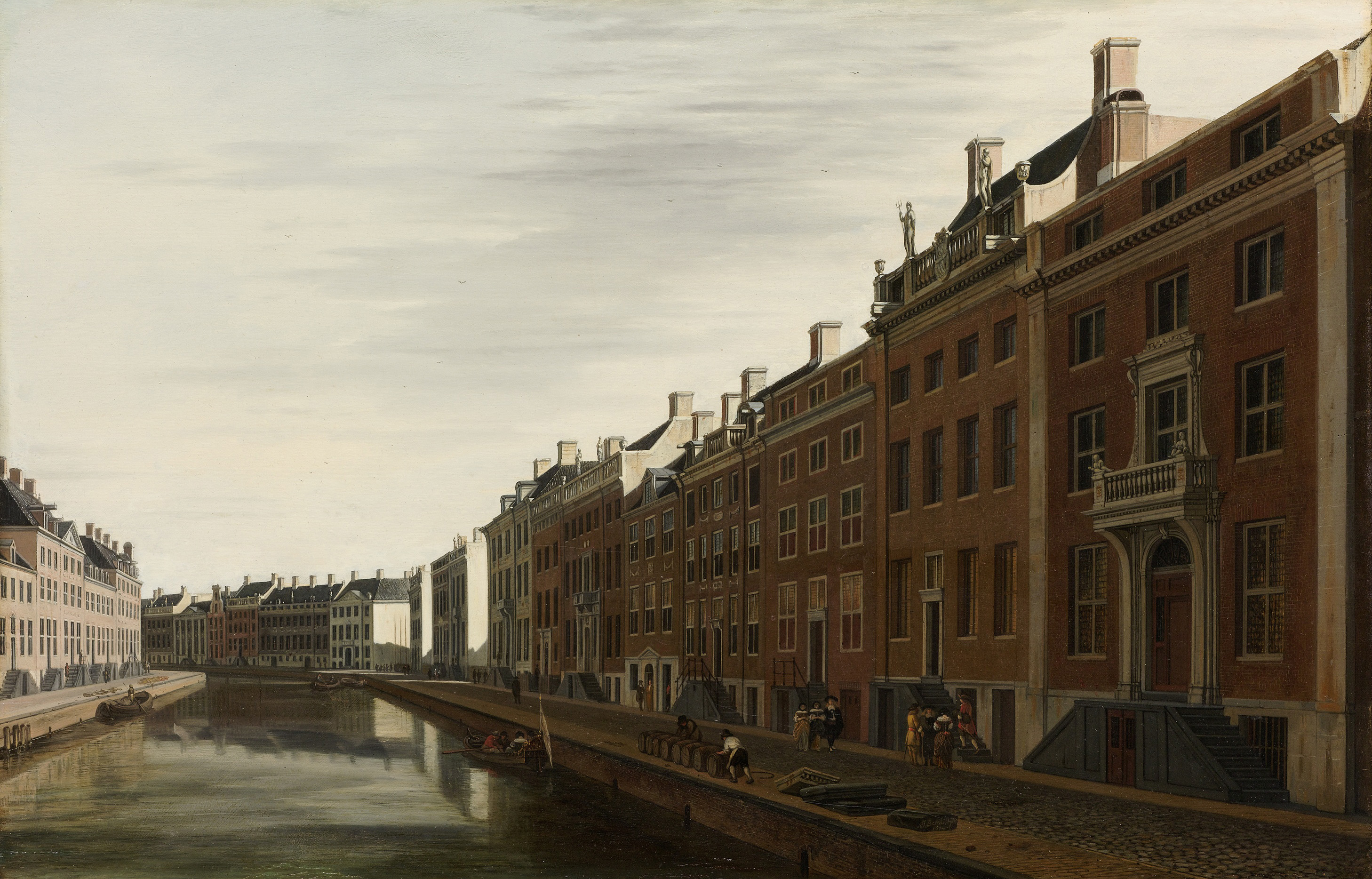
«Золотий закрут на каналі Геренграхт в Амстердамі, вид зі сходу» (1672)

## Доробок
- «Золотий закрут на каналі Геренграхт в Амстердамі, вид зі сходу» (1672, Державний музей, Амстердам)
- «Вид на замок Ґемстед» (1667)
- «Площа Дам у Амстердамі» (1672)
- «Нова ратуша у Амстердамі» (1673, Ермітаж)
- «Велика ринкова площа у Гарлем» (1673, Ермітаж)
- «Вид каналу і ратуші у Амстердамі» (1674)
- «Квіткова вулиця в Амстердамі» (1674т)
- «Ринкова площа і церква у Гарлем» (1674)
- «Вулиця Янсстрат у Гарлемі» (1680)
- «Рибний ринок у Гарлем» (1692)

## Картини

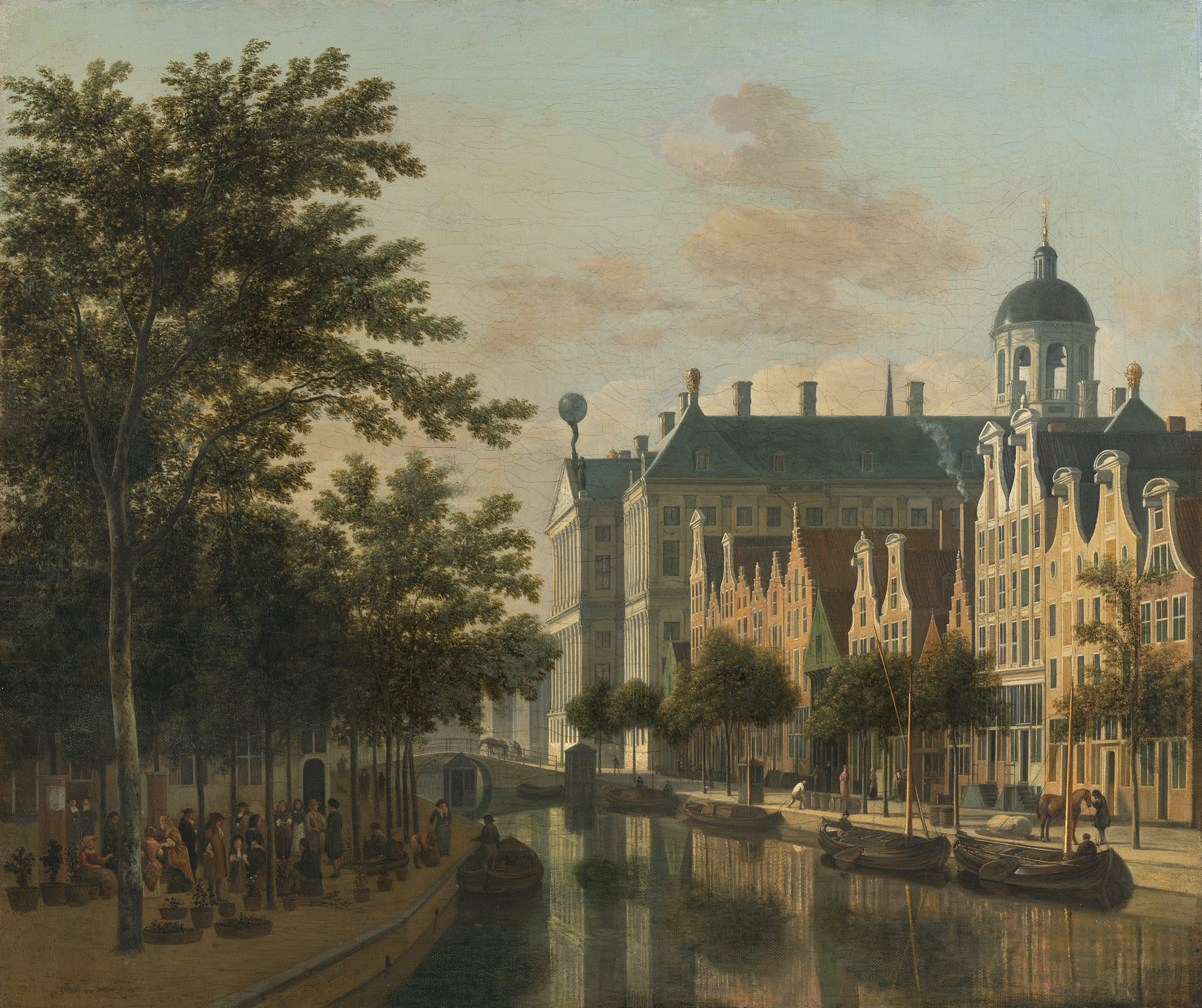
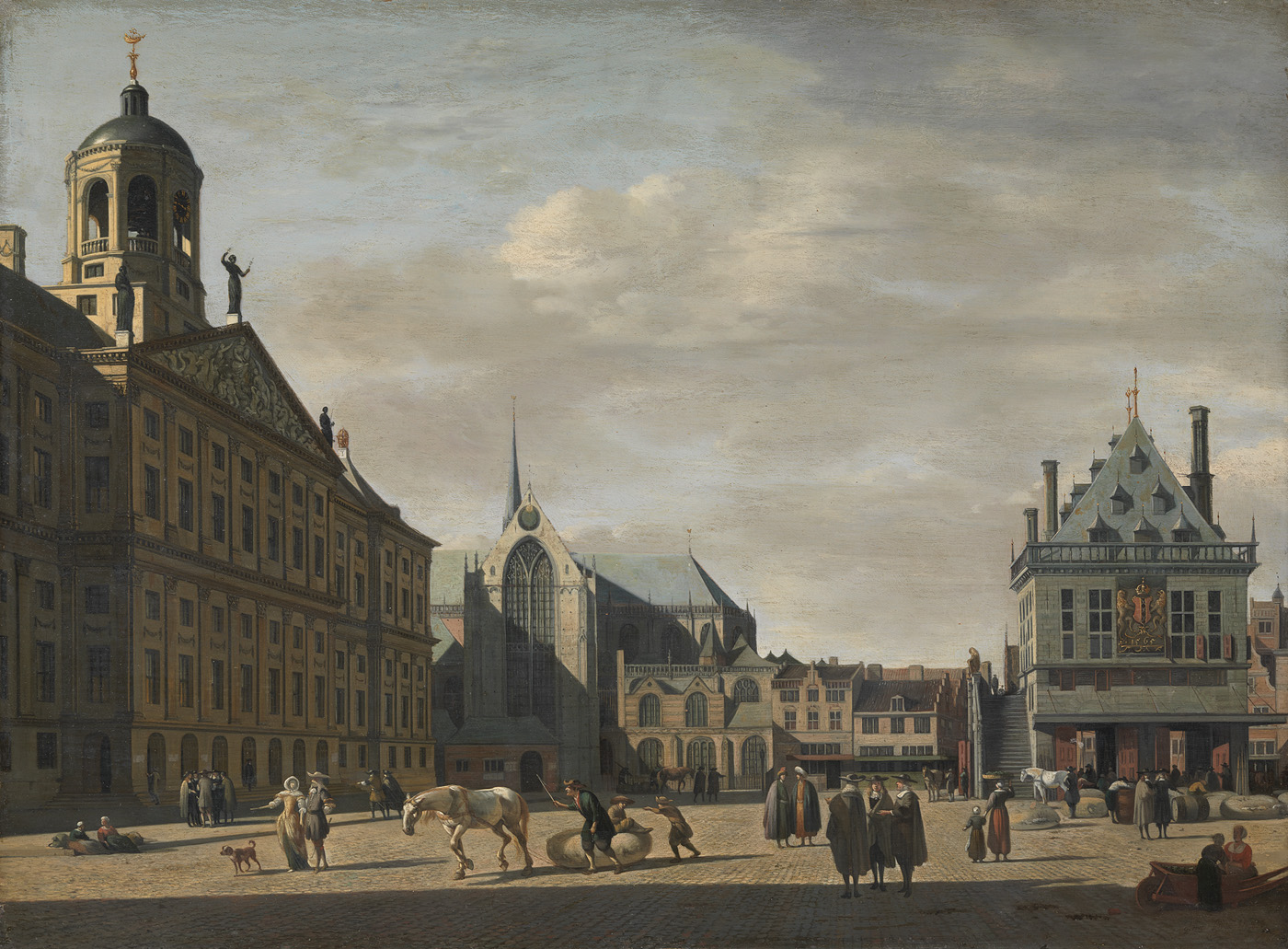
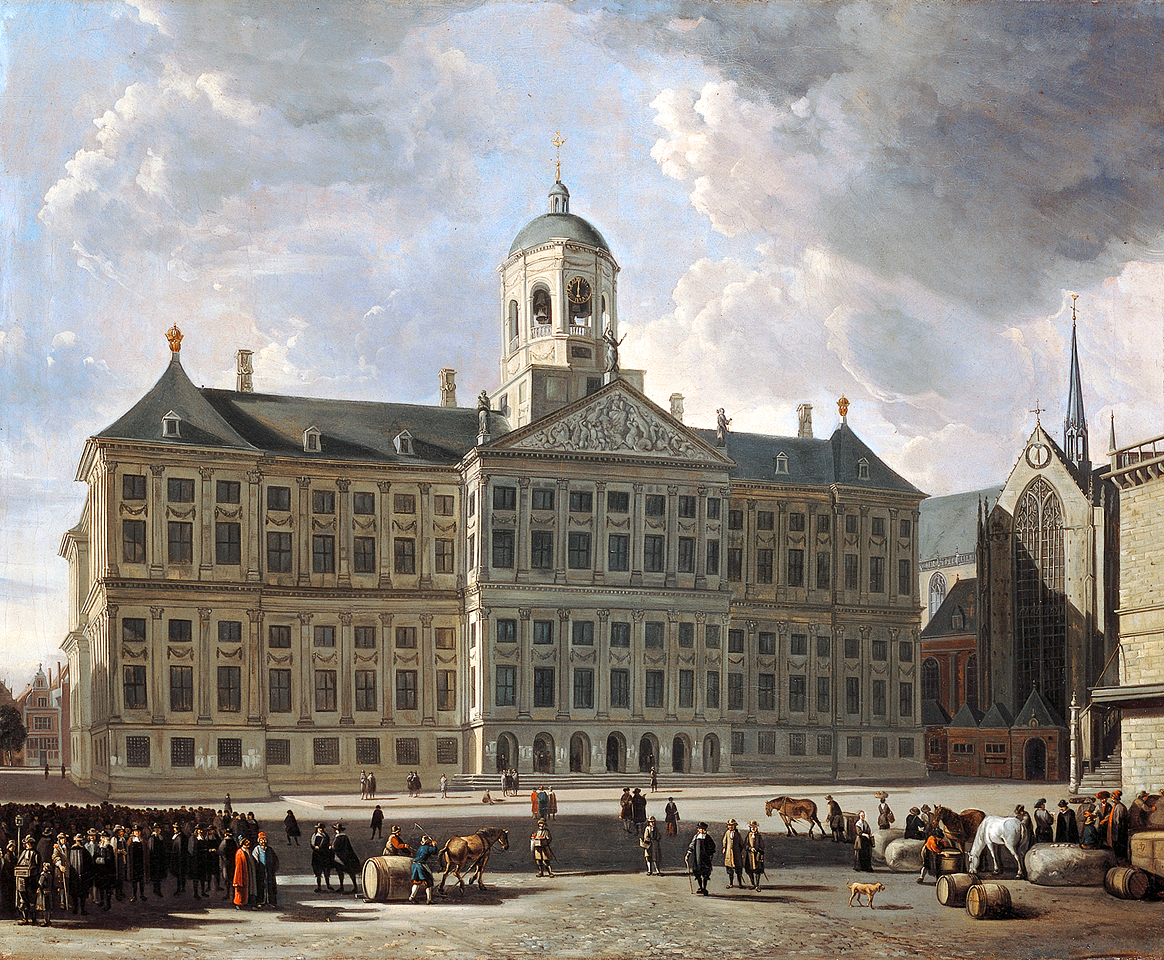
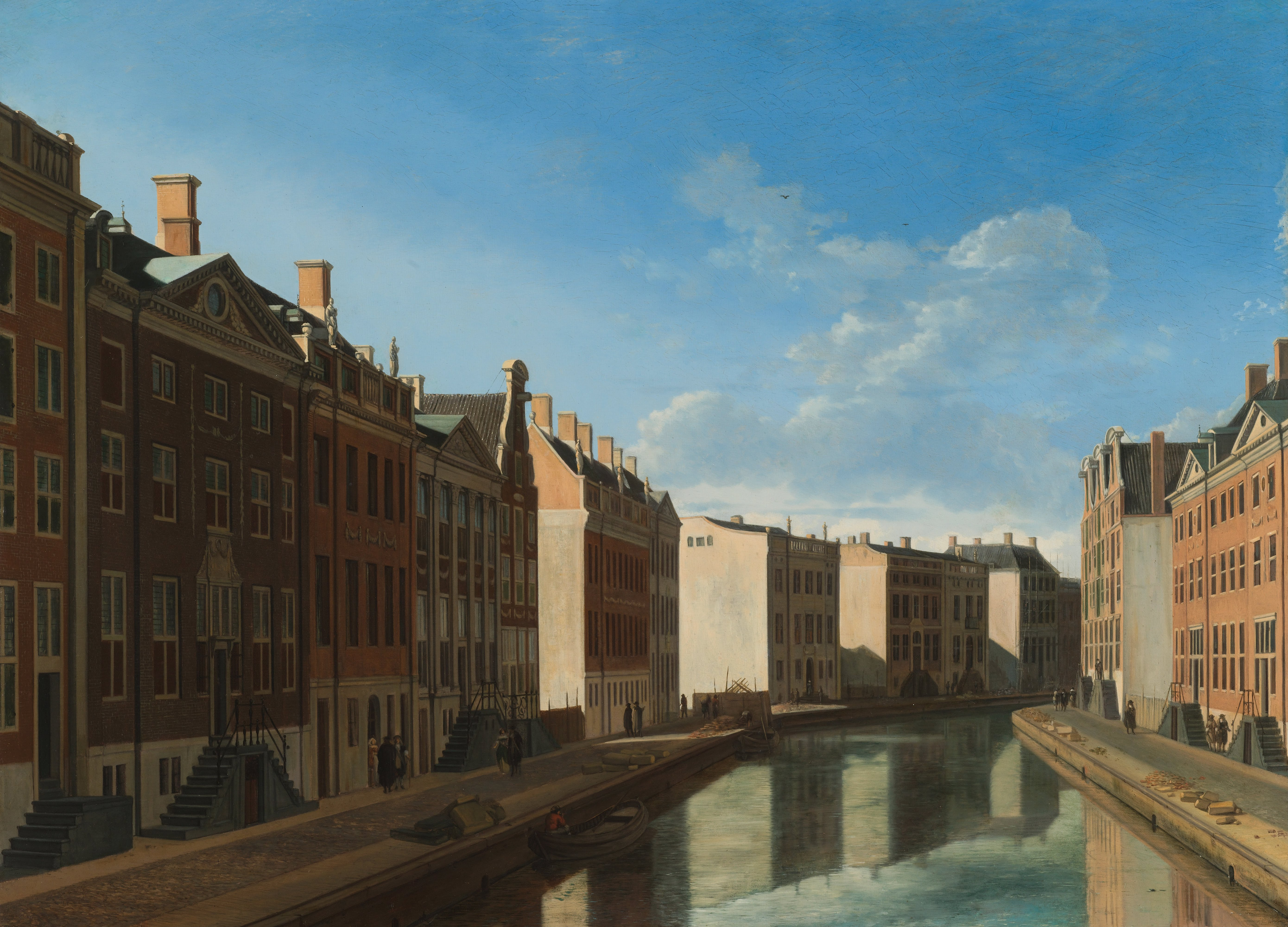
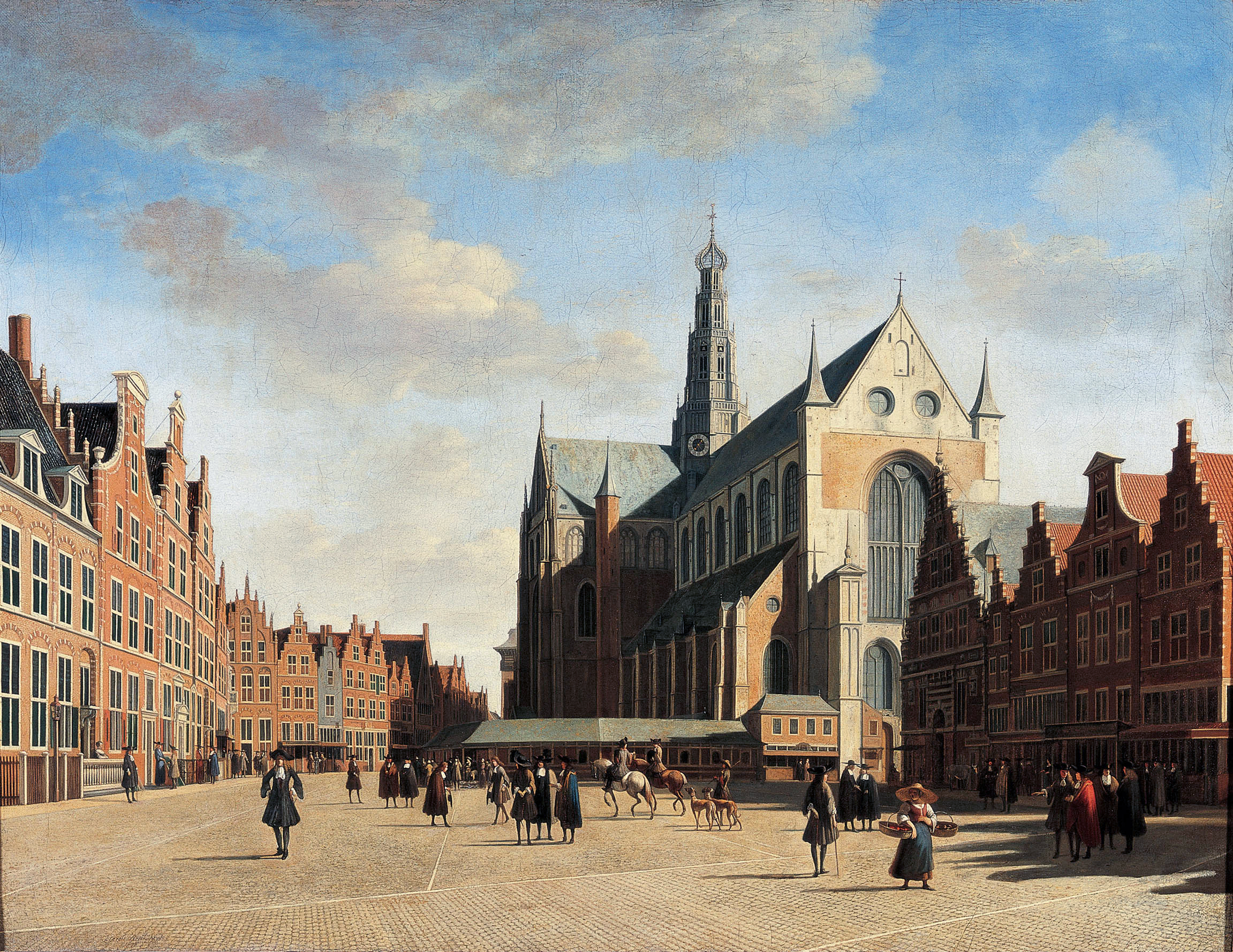
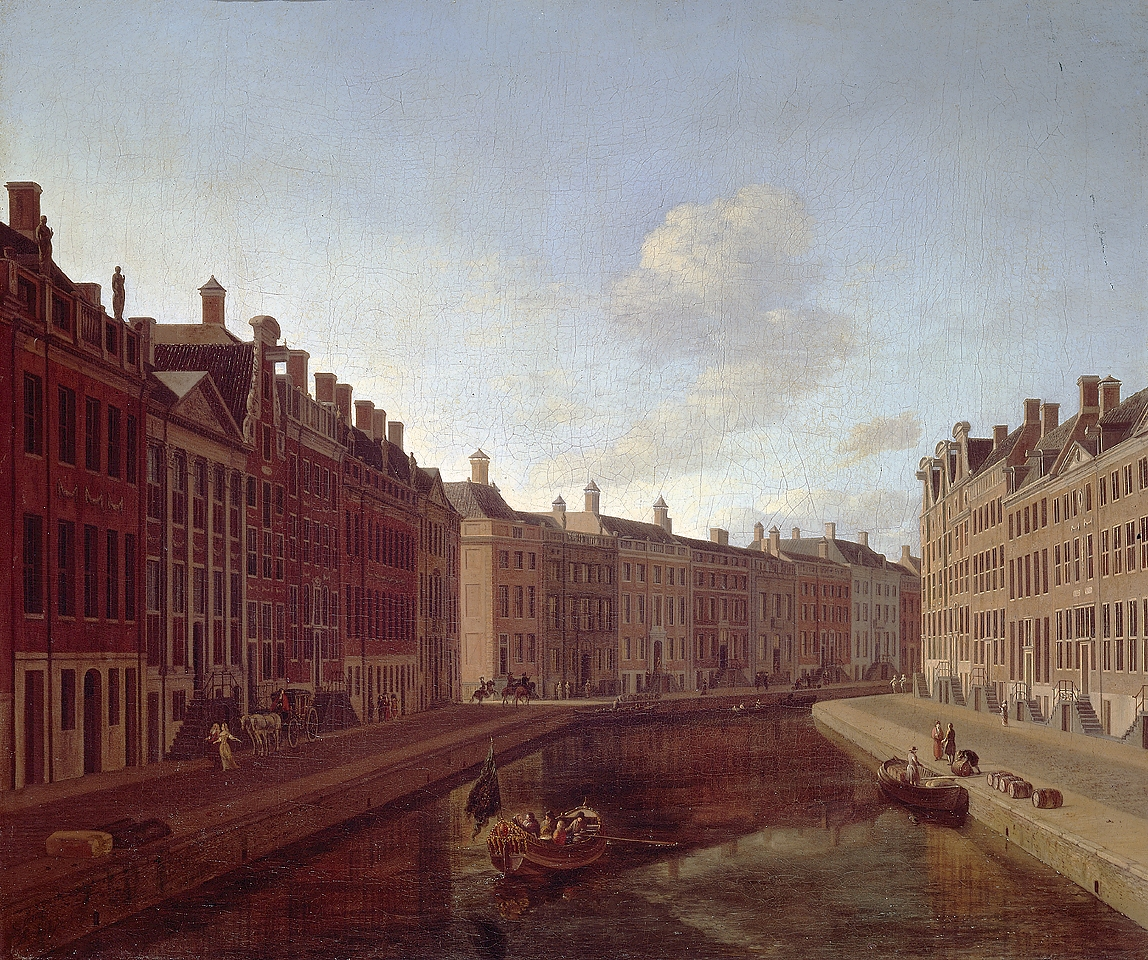
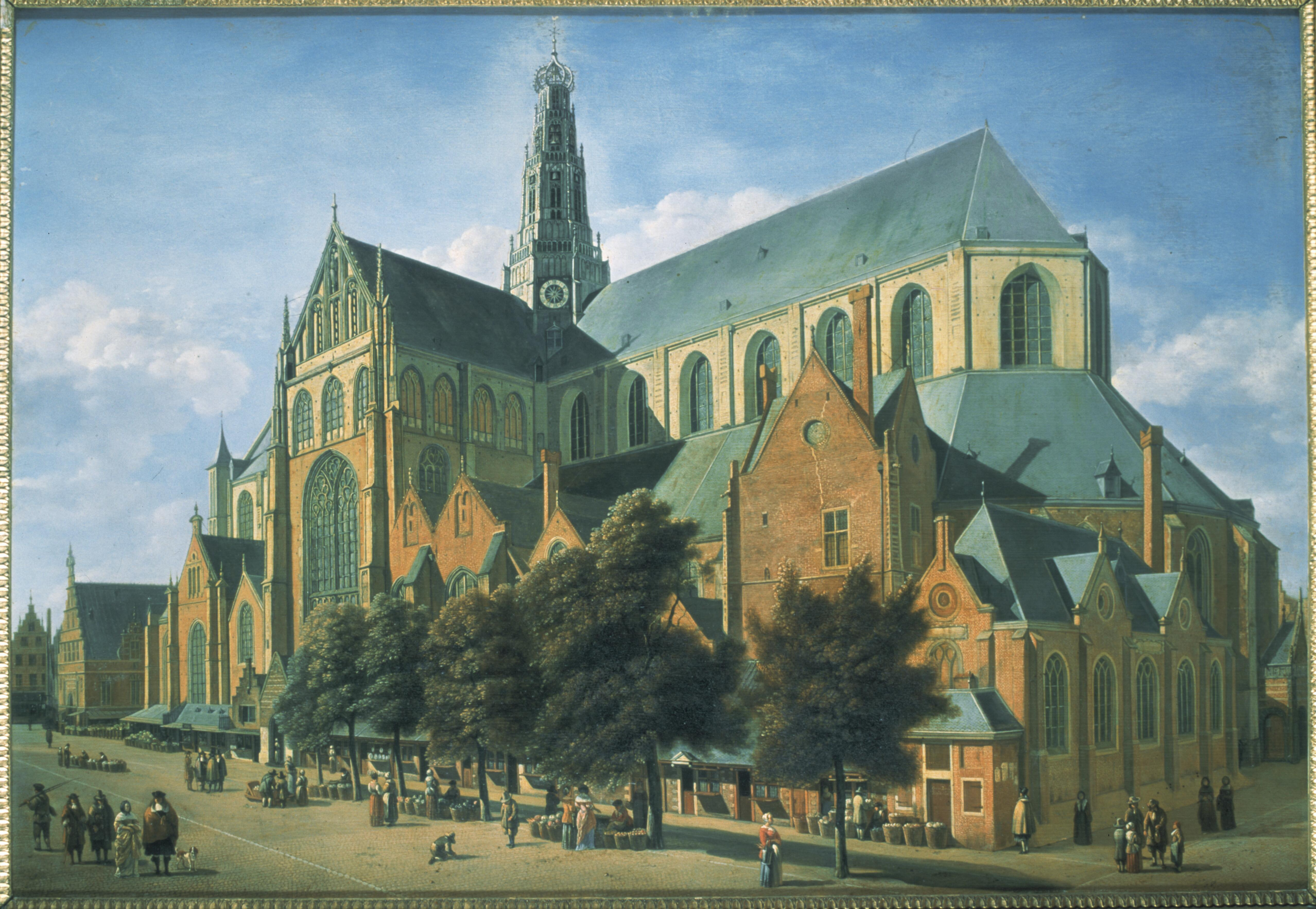
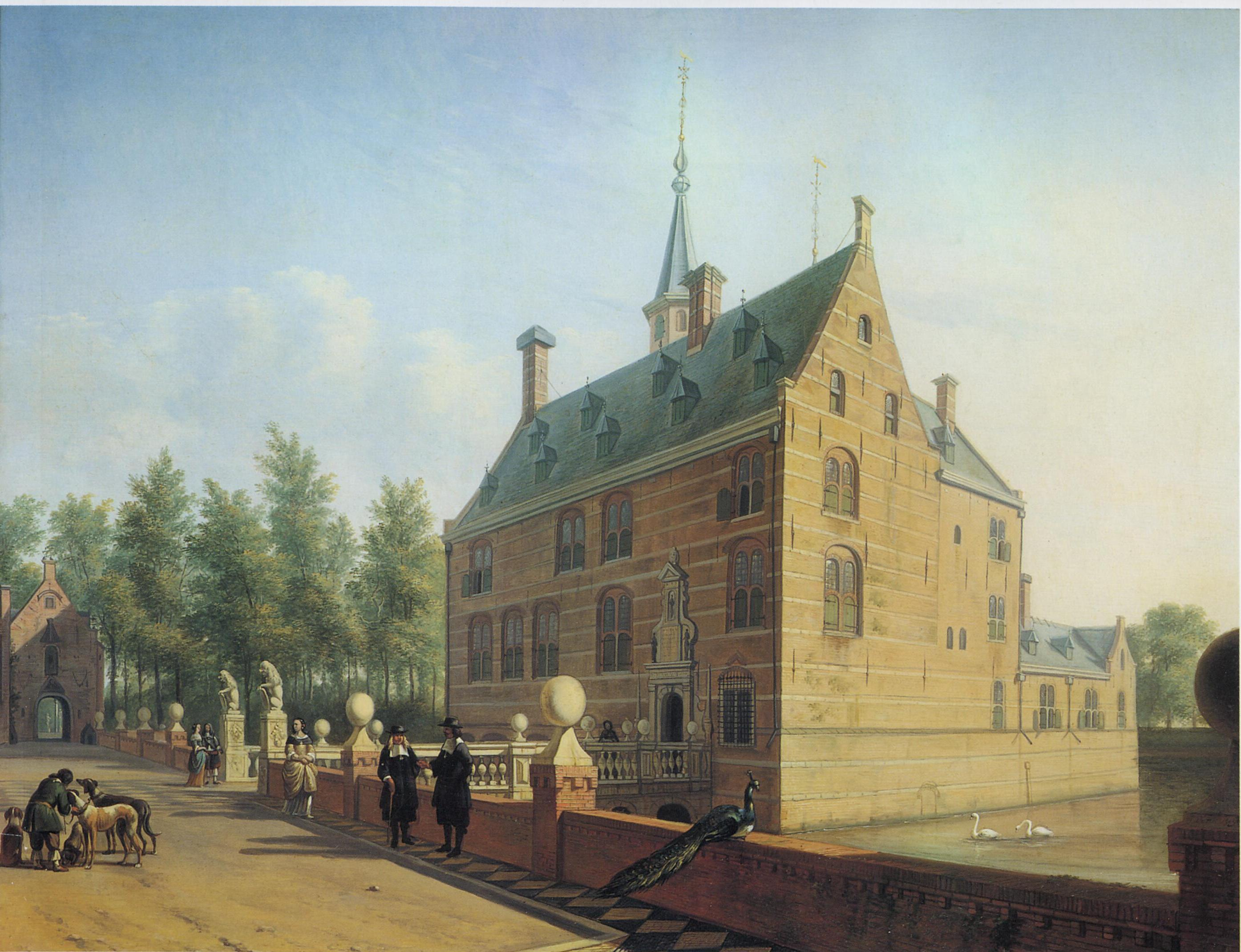
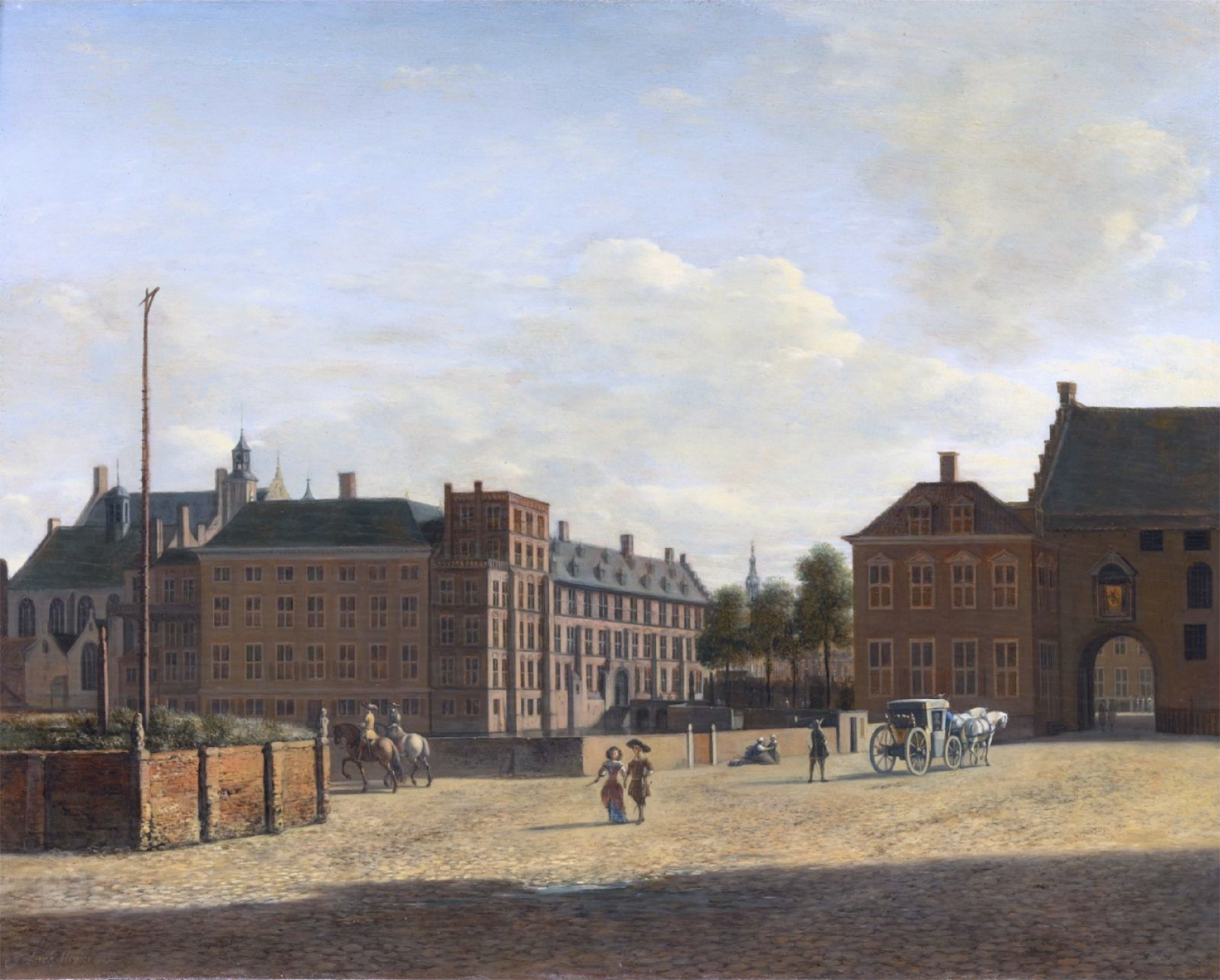